# Молоко
Молоко́ — питательная жидкость, вырабатываемая молочными железами самок млекопитающих во время лактации. Естественное назначение молока — вскармливание потомства (в том числе и у человека), которое ещё не способно переваривать другую пищу. В настоящее время молоко входит в состав многих продуктов, используемых человеком, а его производство стало крупной отраслью промышленности.
Молоко — многокомпонентная полидисперсная система, в которой все составные вещества находятся в тонкодисперсном состоянии, что обеспечивает молоку жидкую консистенцию.
Технический регламент определяет молоко как продукт нормальной физиологической секреции молочных желез сельскохозяйственных животных, полученный от одного или нескольких животных в период лактации при одном и более доении, без каких-либо добавлений к этому продукту.
1 июня отмечается Всемирный день молока.

## Производство молока
ТОП стран мира по производству жидкого молока в 2024 году.
| Страна                    | Доля пр-ва, % | Производство (млн тонн) |
| ------------------------- | ------------- | ----------------------- |
| Индия                     | 31 %          | 211,7                   |
| США                       | 15 %          | 102,66                  |
| Китай                     | 7 %           | 42,95                   |
| Россия                    | 5 %           | 32,5                    |
| Бразилия                  | 4 %           | 27,99                   |
| Новая Зеландия            | 3 %           | 21,6                    |
| Великобритания            | 2 %           | 15,35                   |
| Мексика                   | 2 %           | 13,67                   |
| Аргентина                 | 2 %           | 10,7                    |
| Мировое производство 2024 |               | 673.29                  |

Производство молока в странах ЕС в 2024 году в сумме составило 149,63 млн тонн.

## Свойства молока
На вкус и запах сырого молока влияют различные факторы, среди которых состояние здоровья, порода и условия содержания животных, рацион кормления, стадия лактации, продолжительность и условия хранения молока, способы обработки молока.

### Влияние температуры на свойства молока

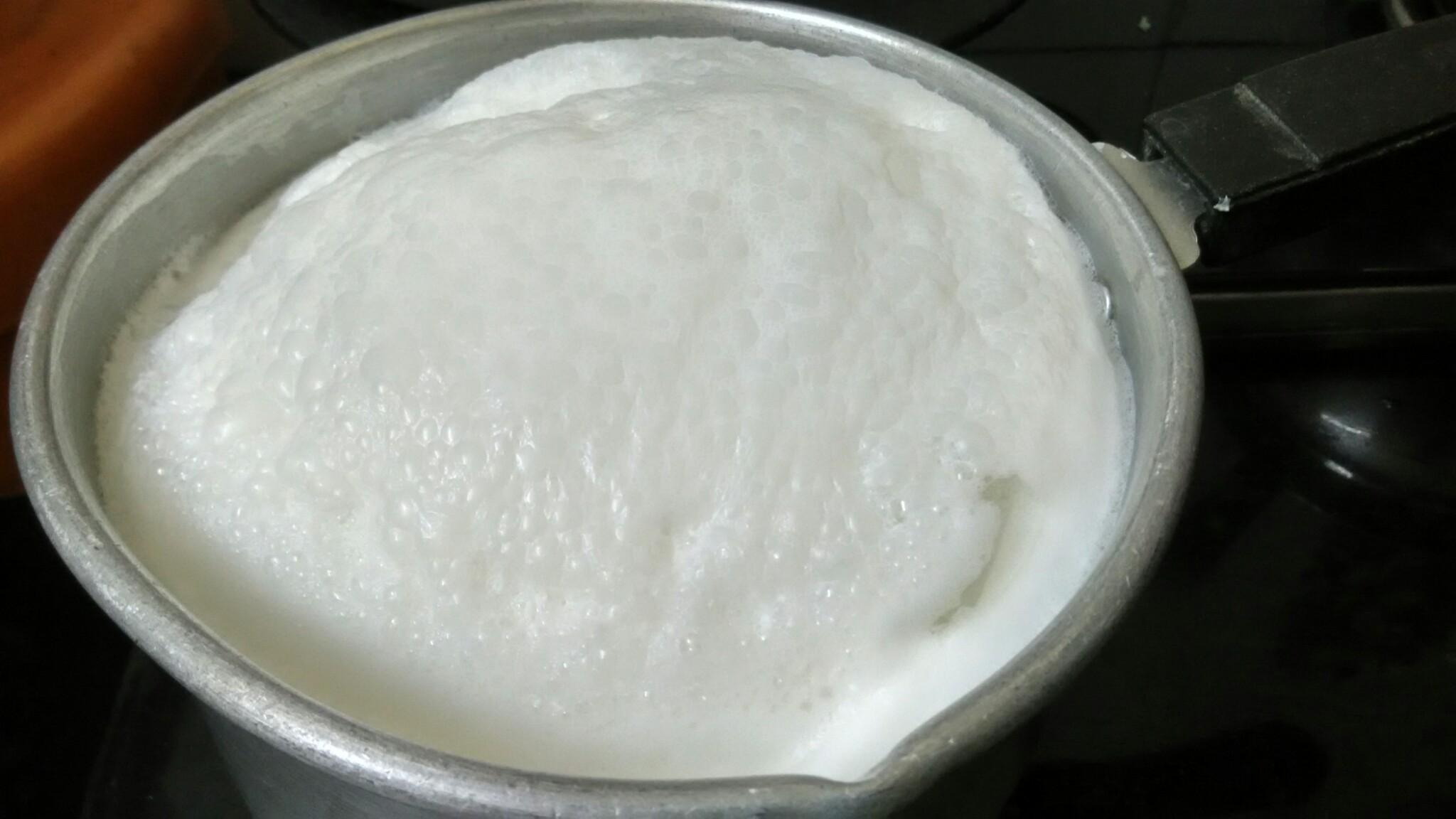
Молоко сразу после закипания

При охлаждении до 0 °C химические свойства молока не меняются, но за счёт затвердевания части жиров изменяются физические свойства. При температуре ниже −0,55 °C вода в молоке замерзает, изменяется концентрация сухих веществ, а также меняются коллоидные свойства белков. При медленном замораживании образуются слои разного состава, белки коагулируют. Быстро замороженное тонким слоем при −22 °C молоко замерзает без изменения качества и может храниться до 6 месяцев. При оттаивании свойства молока восстанавливаются, однако размороженное молоко менее подвержено сворачиванию сычужным ферментом.
Нагревание молока необратимо меняет его свойства: вкус, запах, цвет, способность к свёртыванию. Коагуляция альбумина наступает при 60 °C, при 85-95 °C он выпадает в осадок, при доступе воздуха образует плёнку на поверхности молока. Глобулин денатурирует при 75 °C. Коагуляция казеина происходит при температуре выше 145 °C, однако при контакте с воздухом на поверхности молока при 40 °C казеин переходит частично в гелеобразное состояние, образуя молочную пенку. Способность молочного жира к отстаиванию сливок изменяется с повышением температуры: отстаивание ускоряется при 60 °C, значительно замедляется при 70 °C и полностью прекращается при температуре 100 и более градусов. Молочный сахар не изменяется при температуре пастеризации, но при 150 °C лактоза карамелизуется, что отражается на цвете и вкусе молока.
При кратковременном нагревании до 100 °C большая часть витаминов сохраняется, при более высоких температурах значительная часть витаминов разрушается, а аскорбиновая кислота теряется полностью. Содержащиеся в молоке ферменты начинают разрушаться при 55 °C и практически полностью инактивируются при 90 °C.
Применяется молоко при приготовлении различных круп (на молоке варится каша), может добавляться в чай и кофе.

## Коровье молоко
Коровье молоко — материнское молоко коров — производится в больших количествах и является наиболее продаваемым видом молока животных.
В 2009 году мировое товарное производство коровьего молока составило 701 млн тонн.

### Средний химический состав
Молоко — ценный пищевой продукт, содержащий более 100 питательных веществ, включая белки, жир, молочный сахар, минеральные вещества, фосфолипиды, органические кислоты, витамины, ферменты. Молоко является возбудителем пищеварения, поддерживает кислотно-щелочное равновесие в пищеварительном тракте.

#### Белки
В молоке содержится в среднем 3,3 % белков. Наибольшая доля принадлежит казеину (2—4 %), содержание молочного альбумина 0,5—1 %, молочного глобулина 0,1 %, присутствуют также белки оболочек жировых шариков (до 0,01 %). Белки молока содержат до 20 аминокислот, в том числе все незаменимые аминокислоты.
| Аминокислота | Содержание, мг/100 г |
| ------------ | -------------------- |
| Изолейцин    | 40                   |
| Лейцин       | 283                  |
| Лизин        | 261                  |
| Метионин     | 83                   |
| Цистин       | 26                   |
| Фенилаланин  | 175                  |
| Тирозин      | 184                  |
| Треонин      | 153                  |
| Триптофан    | 50                   |
| Валин        | 191                  |

Молочный казеин коагулирует под действием кислоты (pH 4,9 и ниже), образуя сгусток, на этом его свойстве основано производство кисломолочных продуктов. Под действием ферментов реннина и пепсина казеин также образует сгусток, но с сохранением в составе белка кальция, это свойство используется при производстве сычужного сыра.
Альбумин не сворачивается под действием кислот и ферментов, а остаётся в сыворотке молока, но денатурирует при нагревании, образуя на стенках посуды молочный камень. Глобулин свёртывается в слабокислой среде при нагреве. Таким образом, оба эти белка осаждаются при пастеризации.

#### Жир
Жир молока высокодисперсный и имеет низкую температуру плавления (27—34 °C), благодаря чему хорошо всасывается и усваивается. Содержание жира в молоке в среднем от 3 до 6 %. Жир состоит из глицеридов, свободных жирных кислот (0,1—0,4 %) и липоидов (до 0,2 %). В составе жира обнаружено до 170 жирных кислот, из них 20 основных, преобладают олеиновая, пальмитиновая, миристиновая и стеариновая кислоты. Молочный жир содержится в молоке в виде жировых шариков разного размера в лецитиново-белковой оболочке. Благодаря меньшей плотности, по сравнению с другими компонентами молока, в спокойном молоке жировые шарики стремятся всплывать кверху, образуя сливки.

#### Молочный сахар
Молочный сахар лактоза содержится только в молоке. Он меньше свекловичного сахара сбраживается в пищеварительной системе, что обусловливает его высокую пищевую ценность, лактоза участвует в формировании важных коэнзимов организма, функционировании нервной системы. Под действием высокой температуры молочный сахар взаимодействует с аминокислотами, образуя меланоидины, благодаря которым топлёное молоко имеет кремовый цвет. На сбраживании лактозы (молочнокислое брожение) основано производство кисломолочных продуктов.

#### Минеральные вещества молока
Исследование минерального состава золы молока с применением полярографии, ионометрии, атомно-абсорбционной спектрометрии и других современных методов, показало наличие в нём более 50 элементов. Они подразделяются на макро- и микроэлементы.

##### Контаминанты
Молоко может содержать контаминанты — различные нежелательные примеси, от гормонов до пестицидов. В частности, молоко содержит гормоны и факторы роста, вырабатываемые в теле коровы; наиболее характерно попадание в молоко эстрогенов и сходных с ним гормонов; в большом количестве они содержатся только в парном молоке, поэтому частое употребление парного молока в больших количествах может привести к более раннему половому созреванию у девочек и к задержке полового созревания у мальчиков. Кроме того, в молоко могут попадать синтетические гормоны, такие как рекомбинантный гормон роста крупного рогатого скота, часто используемый на фермах для увеличения надоев. После заводской переработки количество гормонов сокращается до очень низкого уровня.
При лечении коров от ряда заболеваний, в том числе от такого распространённого у молочного скота, как мастит, используются антибиотики (левомицетин, тетрациклиновая группа, стрептомицин, пенициллин, низин), следы которых иногда встречаются в образцах молока и молочных продуктов. Молоко с высоким содержанием антибиотиков вредно для питьевого употребления, а молочнокислые продукты из него не могут быть приготовлены в принципе.
Пестициды, полихлорированные бифенилы (ПХД) и диоксины также могут присутствовать в молоке. Молочные продукты способствуют получению от четверти до половины диетического потребления общих диоксинов.
Среди веществ, иногда вводимых при переработке молочных продуктов — меламин, употребление которого отрицательно сказывается на почках и мочевых путях из-за их высокого содержания азота. Также при переработке в молоко могут попадать канцерогенные афлатоксины (в частности, афлотоксин M1), не разрушающиеся при пастеризации.
Другие возможные контаминанты:
- токсичные элементы — свинец (не более 0,1 мг/кг), мышьяк (не более 0,05 мг/кг), кадмий (0,03 мг/кг), ртуть (0,005 мг/кг);
- ингибирующие вещества (моющие и дезинфицирующие средства, сторонние антибиотики, сода);
- радионуклиды — цезий-137, стронций-90;
- бактерии.

### Период лактации
Период лактации — это процесс образования и выделения молока из молочной железы. В среднем у коров он длится 305 дней. В нём различают три стадии:
- Молозивный — около 7—10 дней после отёла;
- Период получения нормального молока — 280 дней;
- Период получения стародойного молока — 7—14 дней перед окончанием лактации.

Молозиво и стародойное молоко считают анормальным молоком, так как резкое изменение физиологического состояния животного в начале и в конце стадии лактации сопровождается образованием секрета, состав, физико-химические, органолептические и технологические свойства которого значительно отличаются от этих же показателей нормального молока.
| Показатель                   | Молоко                                                               | Молозиво                                                             | Стародойное молоко                                 |
| ---------------------------- | -------------------------------------------------------------------- | -------------------------------------------------------------------- | -------------------------------------------------- |
| Массовая доля сухих веществ  | 12,5 %                                                               | ↑ 25—30 %                                                            | ↑ 16—17 %                                          |
| Массовая доля жира           | 3,5 %                                                                | ↑ 5,4 %                                                              | ↑ 6,7 %                                            |
| Массовая доля белка          | 3,2 %                                                                | ↑ 15,2 % (за счёт сывороточных белков)                               | ↑ 5,3 %                                            |
| Массовая доля лактозы        | 4,8 %                                                                | ↓ 3,3 %                                                              | ↓ 3,7 %                                            |
| Мин. вещества (соли)         | 0,8 %                                                                | 1,2 %                                                                | 0,8 %                                              |
| Витамины                     | Микроколичества                                                      | ↑                                                                    |                                                    |
| Ферменты                     | Микроколичества                                                      | ↑ липаза                                                             | ↑ липаза                                           |
| Органолептические показатели | Цвет — белый, вкус — чистый, слегка сладковатый, свойственный молоку | Цвет — жёлто-бурый, вкус — горький, солоноватый, густая консистенция | Цвет — жёлтый, вкус — горький, густая консистенция |
| Вязкость                     | 0,0018 Па·с                                                          | 0,025 Па·с                                                           |                                                    |
| Титруемая кислотность        | 15,99—20,99 °Т                                                       | 53 °T                                                                | 14—16 °T                                           |

## Молоко других животных
| Молоко           | Коровье | Козье | Овечье | Кобылье | Оленье |
| Содержание, %    | Коровье | Козье | Овечье | Кобылье | Оленье |
| ---------------- | ------- | ----- | ------ | ------- | ------ |
| Сухих веществ    | 12,7    | 13,7  | 17,9   | 10,0    | 36,7   |
| Белка            | 3,3     | 3,5   | 5,8    | 2,0     | 10,3   |
| Жира             | 3,8     | 4,4   | 6,7    | 1,0     | 22,5   |
| Молочного сахара | 4,7     | 4,4   | 4,6    | 6,7     | 2,5    |
| Золы             | 0,7     | 0,8   | 0,9    | 0,8     | 1,4    |
| Кислотность, °T  | 17      | 17    | 25     | 6,5     | -      |

### Козье молоко

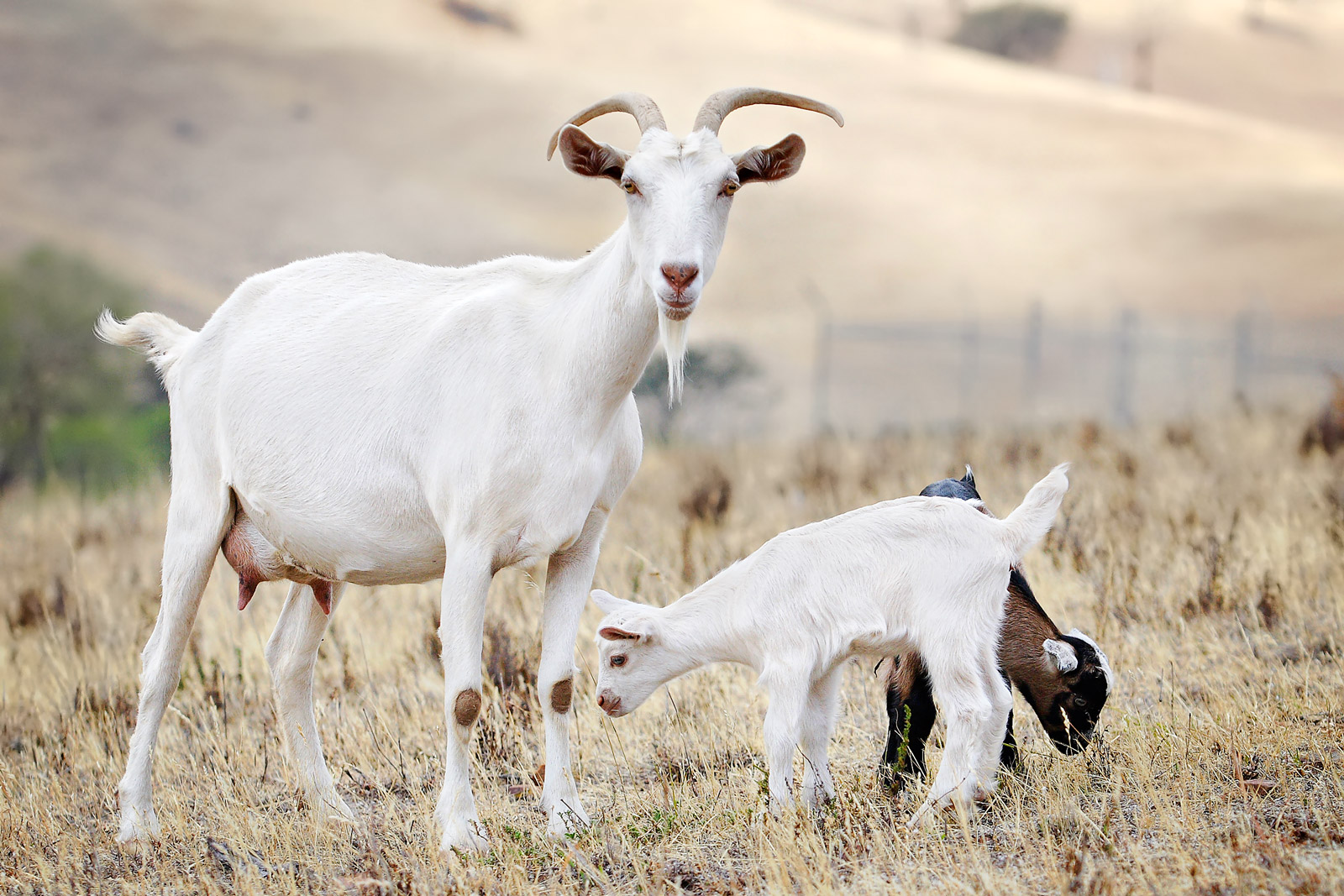
Домашняя коза

Химический состав и свойства молока коз близки к составу и свойствам коровьего. Оно отличается лишь более высоким количеством белка, жира и кальция; содержит много каротина, поэтому имеет бледно-жёлтую окраску. В жире козьего молока содержится больше каприновой и линолевой кислот, и шарики жира мельче, что способствует лучшему его усвоению организмом человека. Аминокислотный состав его белков близок к аминокислотному составу белков женского молока, но мицеллы казеина крупнее, чем мицеллы казеина женского и коровьего молока и составляют 133 нм и выше. Казеин козьего молока содержит мало α-фракций (10—15 %), поэтому при сычужном свёртывании образует неплотный сгусток. Жирность козьего молока составляет от 3,6 % до 6 % и выше (зависит от породы).
Козье молоко богато витамином А и ниацином, содержит немного больше железа и магния, чем коровье молоко.
Кислотность козьего молока около 17—19 °Т (рН = 6,4÷6,7), плотность — 1033 кг/м³. Козье молоко менее термоустойчиво (выдерживает температуру в 130 °C в течение 19 минут), так как содержит больше ионизированного кальция.
Применяется козье молоко при обострении язвы желудка или двенадцатиперстной кишки, является хорошим дополнением к лечению, используется для лечения желудочно-кишечных заболеваний, туберкулёза, выведения из организма тяжёлых солей металлов, очищения организма от последствий химиотерапии, для детского питания. Помогает при лечении заболеваний щитовидной железы.
Авиценна был убеждён, что козье молоко позволяет сохранить здоровье и ясность ума, а Гиппократ исцелил множество пациентов от чахотки с помощью козьего молока.
Из козьего молока вырабатывают рассольные сыры, в том числе брынзу.

### Овечье молоко
Молоко овец в полтора раза гуще, жирнее и питательнее коровьего, содержит больше витаминов A, B1, B2 и казеина. Обладает специфическим вкусом и запахом. Хлопья при свёртывании более крупные. Используется для производства кисломолочной продукции, масла, сыра.

### Кобылье молоко
Кобылье молоко представляет собой белую с голубым оттенком жидкость немного терпкого вкуса. Его используют для приготовления ценного диетического и лечебного продукта — кумыса.
В кобыльем молоке содержится в два раза меньше белков, жира и минеральных веществ, но почти в 1,5 раза больше лактозы, чем в коровьем. Молоко обладает высокой биологической ценностью. Его белки и жир хорошо усваиваются. Белки имеют хорошо сбалансированный аминокислотный состав.

### Оленье молоко

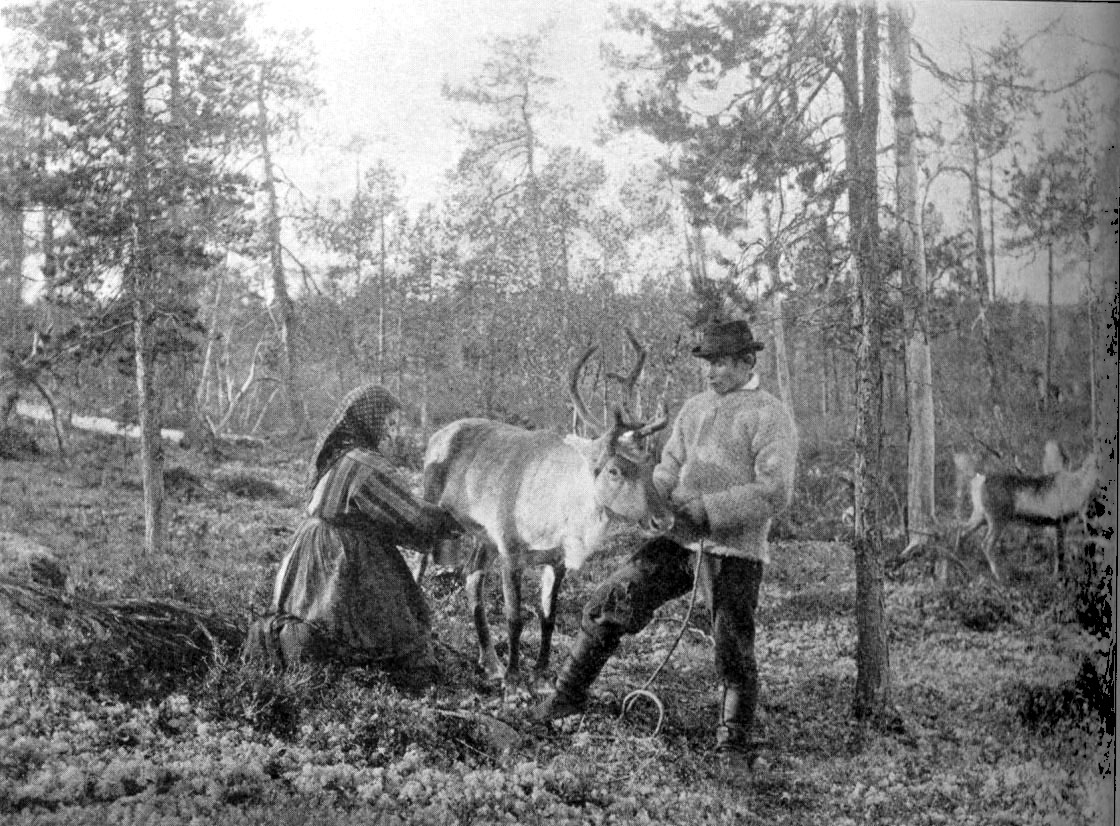
Доение самки северного оленя, конец XIX века. Сёр-Варангер, Северная Норвегия. Мужчина-квен и женщина — инари-саами

Оленье молоко содержит практически все компоненты, характерные для молока других видов млекопитающих. В зависимости от жирности оленье молоко может быть от чисто белого до кремоватого цвета и довольно вязкую, как сливки, консистенцию. Традиционно потребляется на северных территориях различных стран мира, где олени являются одомашненными животными. Используется также, как и иное молоко сельскохозяйственных животных для употребления в сыром виде и/или для приготовления разнообразных кулинарных изделий и блюд. Оленье молоко обладает антиоксидантными свойствами. В оленьем молоке содержится гораздо больше жиров и белков, чем в коровьем молоке. Вкус оленьего молока насыщенно концентрированный, терпкий и резковатый: пить его в сыром виде сможет не каждый, но при разбавлении водой вкус его становится вполне приятным. Молочный жир оленьего молока усваивается на 98 %.
Состав молока самки северного оленя:
- Массовая доля сухих веществ — 34,4 %
- жира — 19,1 %
- белка — 10,4 % (в том числе казеина — 8,8 %)
- лактозы — 3,3 %
- минеральных веществ — 1,6 %

### Верблюжье молоко
Верблюжье молоко (молоко верблюдицы) — продукт, традиционный для восточных стран (Средняя Азия, Ближний Восток, арабские страны Аравийского полуострова, в школах и детских садах ОАЭ оно входит в рацион питания детей). Имеет там повседневное употребление, используется для приготовления сыров, мороженого, какао и пр. В Казахстане, Туркменистане на основе верблюжьего молока готовят национальные блюда и напиток шубат.
Это молоко за счёт высокого содержания микроэлементов в сравнении с коровьим, имеет более сладкий и чуть солоноватый вкус.
Оно весьма полезно: в его состав входят кальций, фосфор, железо, сера и много других полезных микроэлементов, в верблюжьем молоке больше лактозы и аминокислот, а белка казеина меньше. Среди полезных свойств верблюжьего молока противостояние таким хроническим заболеваниям, как аллергия.
К верблюжьему молоку следует привыкать, постепенно увеличивая его употребление.

### Ослиное молоко
Ослиное молоко используется не только в пищу, но и как важный компонент для изготовлении кремов, мазей, мыла и других косметических средств.

### Лосиное молоко

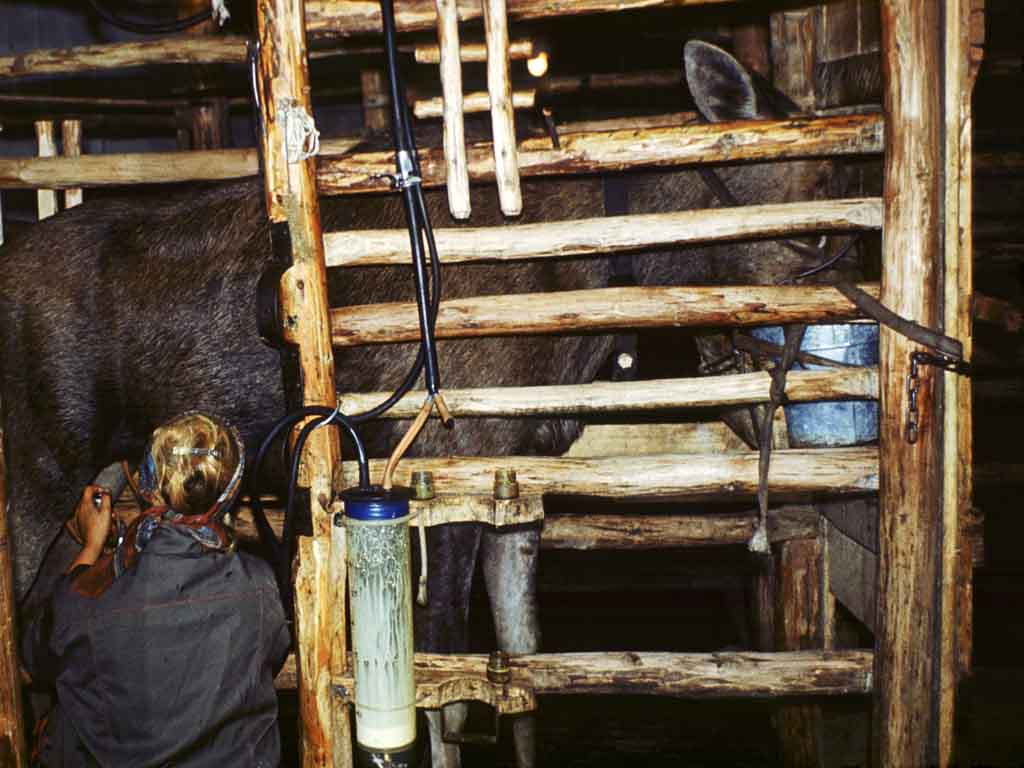
Доение лосихи на Сумароковской лосеферме

В России и Скандинавии предпринимались попытки одомашнить и использовать лосей как молочное животное, однако сложность содержания делает это экономически нецелесообразным. В СССР существовало 7 лосеферм, в настоящее время существует только одна — «Сумароковская лосиная ферма» в Костромской области.
Молоко лосей более жирное и менее сладкое, чем коровье. Используется в лечебном питании. В целях консервации замораживается. Лечебный эффект обусловлен, прежде всего, высокой лизоцимной активностью: 40—65 мкг/мл.

## Взаимодействие с лекарствами
Молоко и молочные продукты взаимодействуют с некоторыми лекарствами, снижая их всасывание в ЖКТ, снижая биодоступность и др. Поэтому ряд лекарств не следует запивать молоком, между их приёмом и употреблением молочных продуктов необходимо выдерживать интервал до трёх часов. С другой стороны, лекарства, раздражающие слизистую оболочку ЖКТ, целесообразно запивать молоком, если они не связываются с белками, кальцием и магнием молока и не изменяют свою активность при pH молока (таким образом, целесообразно запивать молоком нестероидные противовоспалительные средства, преднизолон и некоторые другие препараты):151—153.
По данным других исследований, молоко само может способствовать повышению кислотности и раздражению слизистой оболочки ЖКТ.

## Отказ от употребления
Некоторые люди отказываются от употребления молока по разным причинам, среди которых:
- индивидуальная непереносимость лактозы: некоторые люди с рождения имеют непереносимость молочного сахара (лактозы), а другие приобретают её с возрастом;
- аллергические реакции: вне зависимости от достаточности ферментов для расщепления лактозы и казеина молоко считается облигатным аллергеном, поскольку часто вызывает различные формы аллергозов — как вялотекущие с преобладанием «астматического компонента», так и реактивные по типу «отёка Квинке и крапивницы»;
- вегетарианство и веганство.

## Скисание (молочнокислое брожение), свёртывание
Свёртывание — процесс коагуляции белка в молоке и продуктах его переработки. Свёртывание осуществляется под действием молокосвёртывающих ферментных препаратов и других веществ и факторов, способствующих коагуляции белка.

## Молочные продукты
Существует большое количество продуктов, получаемых из молока, например:
- Сливки
- Сметана
- Творог
- Кумыс
- Сыр
- Ряженка
- Пахта
- Сыворотка
- Варенец
- Кефир
- Йогурт
- Простокваша
- Ацидофилин
- Тан
- Айран
- Топлёное молоко
- Сгущённое молоко
- Сухое молоко
- Творожная масса
- Творожный сырок
- Мацони
- Суорат
- Курут
- Молозиво
- Катык
- Шубат
- Сузьма
- Снежок (напиток)
- Чалоп
- Копчёный сыр
- Дахи (блюдо)
- Гхи
- Панир (сыр)
- Бурфи
- Масала (чай)